# A Japán Filmakadémia Díja a legjobb filmnek
A Japán Filmakadémia díja a legjobb filmnek (日本アカデミー賞作品賞; Hepburn: Nihon Akademī-shō sakuhin shou, ’Nihon Akademí-só, szakuhin-só’) egy 1978 óta évente kiosztott filmes díj. A győztest öt jelölt közül hirdetik ki a minden év februárjában vagy márciusában rendezett gálán. A díjat animációs filmek is megkaphatják.

## A díj nyertesei
A táblázatban szereplő év a díjátadás évét jelenti, a filmet általában az azt megelőző évben mutatták be, de előfordulhat az is, hogy a díjátadás évében vagy két évvel korábban.
| Év   | Magyar cím (ha van)                   | Eredeti cím magyar átírással                 | Eredeti cím                                 | Rendező            |
| ---- | ------------------------------------- | -------------------------------------------- | ------------------------------------------- | ------------------ |
| 1978 |                                       | Siavasze no kiiroi hankacsi                  | 幸福の黄色いハンカチ                        | Jamada Jódzsi      |
| 1979 |                                       | Dzsiken                                      | 事件                                        | Nomura Jositaró    |
| 1980 | Enyém a bosszú                        | Fukusú szuru va vare ni ari                  | 復讐するは我にあり                          | Imamura Sóhei      |
| 1981 |                                       | Cigoineruvaizen                              | ツィゴイネルワイゼン                        | Szuzuki Szeidzsun  |
| 1982 | Foglalkozása: mesterlövész            | Eki station                                  | 駅 STATION                                  | Furuhata Jaszuo    |
| 1983 | Kényszerű kaszkadőr                   | Kamata kósinkjoku                            | 蒲田行進曲                                  | Fukaszaku Kindzsi  |
| 1984 | Narajama balladája                    | Narajama-busikó                              | 楢山節考                                    | Imamura Sóhei      |
| 1985 |                                       | Oszósiki                                     | お葬式                                      | Itami Dzsúzó       |
| 1986 |                                       | Hana icsimonme                               | 花いちもんめ                                | Itó Sunja          |
| 1987 |                                       | Kataku no hito                               | 火宅の人                                    | Fukaszaku Kindzsi  |
| 1988 |                                       | Marusza no onna                              | マルサの女                                  | Itami Dzsúzó       |
| 1989 |                                       | Tonkó                                        | 敦煌                                        | Szató Dzsunja      |
| 1990 | Fekete eső                            | Kuroi ame                                    | 黒い雨                                      | Imamura Sóhei      |
| 1991 |                                       | Sónen dzsidai                                | 少年時代                                    | Sinoda Maszahiro   |
| 1992 | Fiaim                                 | Muszuko                                      | 息子                                        | Jamada Jódzsi      |
| 1993 | Szumózzak vagy ne?                    | Siko fundzsatta                              | シコふんじゃった。                          | Szuo Maszajuki     |
| 1994 |                                       | Gakkó                                        | 学校                                        | Jamada Jódzsi      |
| 1995 |                                       | Csúsingura gaiden: Jocuja kaidan             | 忠臣蔵外伝 四谷怪談                         | Fukaszaku Kindzsi  |
| 1996 |                                       | Gogo no juigon-dzsó                          | 午後の遺言状                                | Sindó Kaneto       |
| 1997 | Hölgyválasz – Én táncolnék veled      | Shall we danszu?                             | Shall we ダンス?                            | Szuo Maszajuki     |
| 1998 | A vadon hercegnője                    | Mononoke hime                                | もののけ姫                                  | Mijazaki Hajao     |
| 1999 | Szeretetre vágyva                     | Ai o kou hito                                | 愛を乞うひと                                | Hirajama Hidejuki  |
| 2000 |                                       | Poppoja (Tecudóin)                           | 鉄道員                                      | Furuhata Jaszuo    |
| 2001 | Eső után                              | Ame agaru                                    | 雨あがる                                    | Koizumi Takasi     |
| 2002 | Csihiro Szellemországban              | Szen to Csihiro no kamikakusi                | 千と千尋の神隠し                            | Mijazaki Hajao     |
| 2003 | Az alkonyat harcosa                   | Taszogare szeibei                            | たそがれ清兵衛                              | Jamada Jódzsi      |
| 2004 | Az utolsó kardvágás                   | Mibu gisi den                                | 壬生義士伝                                  | Takita Jódzsiró    |
| 2005 | Fél vallomás                          | Hanocsi                                      | 半落ち                                      | Szaszabe Kijosi    |
| 2006 | Always – Napnyugta a Harmadik utcában | Always szancsóme no júhi                     | ALWAYS 三丁目の夕日                         | Jamazaki Takasi    |
| 2007 | Hula-tánc                             | Hula girl (Fura gáru)                        | フラガール                                  | I Szangil          |
| 2008 |                                       | Tókjó tavá – okan to boku to, tokidoki, oton | 東京タワー 〜オカンとボクと、時々、オトン〜 | Macuoka Dzsódzsi   |
| 2009 | Eltávozók                             | Okuribito                                    | おくりびと                                  | Takita Jódzsiró    |
| 2010 |                                       | Sizumanu taijó                               | 沈まぬ太陽                                  | Vakamacu Szecuró   |
| 2011 |                                       | Kokuhaku                                     | 告白                                        | Nakasima Tecuja    |
| 2012 |                                       | Jókame no szemi                              | 八日目の蝉                                  | Narusima Izuru     |
| 2013 | A Kirisima-ügy                        | Kirisima, bukacu jameruttejo                 | 桐島、部活やめるってよ                      | Josida Daihacsi    |
| 2014 |                                       | Fune o amu                                   | 舟を編む                                    | Isii Júja          |
| 2015 |                                       | Eien no 0                                    | 永遠の0                                     | Jamazaki Takasi    |
| 2016 |                                       | Umimacsi diary                               | 海街diary                                   | Koreeda Hirokazu   |
| 2017 |                                       | Sin Godzilla (Sin Godzsira)                  | シン・ゴジラ                                | Anno Hideaki       |
| 2018 | A harmadik gyilkosság                 | Szandome no szacudzsin                       | 三度目の殺人                                | Koreeda Hirokazu   |
| 2019 | Bolti tolvajok                        | Manbiki kazoku                               | 万引き家族                                  | Koreeda Hirokazu   |
| 2020 |                                       | Sinbun kisa                                  | 新聞記者                                    | Fudzsii Micsihito  |
| 2021 |                                       | Midnight Swan (Middonaito szuvan)            | ミッドナイトスワン                          | Ucsida Eidzsi      |
| 2022 | Vezess helyettem                      | Drive my car (Doraibu mai ká)                | ドライブ・マイ・カー                        | Hamagucsi Rjúszuke |
| 2023 |                                       | Aru otoko                                    | ある男                                      | Isikava Kei        |
| 2024 |                                       | Godzsira -1.0                                | ゴジラ-1.0                                  | Jamazaki Takasi    |
| 2025 |                                       | Szamurai time slipper (taimu szurippá)       | 侍タイムスリッパー                          | Jaszuda Dzsunicsi  |